# Chiapas Nuevo
Chiapas Nuevo är en ort i Mexiko.   Den ligger i kommunen Jiquipilas och delstaten Chiapas, i den sydöstra delen av landet, 700 km sydost om huvudstaden Mexico City. Chiapas Nuevo ligger 656 meter över havet och antalet invånare är 579.
Terrängen runt Chiapas Nuevo är varierad. Runt Chiapas Nuevo är det ganska glesbefolkat, med 30 invånare per kvadratkilometer. Närmaste större samhälle är Tiltepec, 8,2 km sydväst om Chiapas Nuevo. Omgivningarna runt Chiapas Nuevo är en mosaik av jordbruksmark och naturlig växtlighet.